# Antón Lamazares
Antón Lamazares (Španjolska, 1954) je španjolski slikar, pripadnik Generacije osamdesetih u koju se uvrštavaju i José María Sicilia, Miquel Barceló i Víctor Mira. U svojim djelima izrađenim od drveta i kartona stvara vlastiti izražaj eksperimentirajući s lakovima i drugim materijalima. Njegov stil se razvija od početnog ekspresionizma preko apstraktnog ekspresionizma i čiste apstrakcije pa sve do minimalizma u kojem se uspostavlja dijalog između duše i memorije, senzualnosti i duhovnosti, onirizma i pjesništva. Njegova djela su bila izložena u brojnim gradovima na različitim kontinentima i nalaze se u velikim umjetničkim centrima poput Nacionalnog muzeja Reina Sofía (Museo Nacional Reina Sofía), Galješkog centra suvremene umjetnosti (Centro Galego de Arte Contemporánea) i Muzeja suvremene umjetnosti Madrida (Museo de Arte Contemporáneo de Madrid) kao i u brojnim privatnim zbirkama i zakladama.

## Biografija

### Prve godine: slikarstvo i pjesništvo
(Galicija, 1954. – 1977.)
Lamazares de rodio 2. siječnja 1954. godine u Lalínu pokraj Maceire (Pontevedra, Galicija). Ruralno okružje iz djetinjstava ostavlja dubok trag u njegovom kasnijem umjetničkom djelovanju. Većina njegovih tadašnjih radova nastala je tijekom školovanja u franjevačkom internatu u Hebrónu, između 1963. i 1969. godine. U tom razdoblju je bio strastveni čitatelj književnih tekstova, posebice grčkih i latinskih klasika. Potkraj šezdesetih piše poeziju i sklapa prijateljstvo sa spisateljem Álvarom Cunqueirom i također sa slikarima Laxeirom i Manuelom Pesqueirom koji će postati njegovi prvi uzori za plastičnu umjetnost. Njegov umjetnički poziv počeo se preusmjeravati na slikarstvo koje izučava kao autodidakt. U tom pogledu je ključno njegovo dugo putovanje iz 1972. godine po različitim europskim zemljama na koje je krenuo kako bi izravno učio na primjerima majstora slikarstva koje posebice cijeni: Van Gogha, Paula Kleea, Rembrandta i Joana Miróa. Njegovi kasniji uzori će postati Antoni Tàpies, Manolo Millares, Alberto Giacometti i Francis Bacon kao i srednjovjekovna umjetnost i umjetnost Oceanije.
Po povratku se nastanio u Barceloni u kojoj je radio kao građevinski radnik i proučavao zbirke umjetničkih centara, posebice zbirke romaničke umjetnosti Muzeja Marès (Museu Frederic Marès) i Nacionalnog muzeja katalonske umjetnosti (Museu Nacional d'Art de Catalunya). Odlazi u Madrid gdje se ponovo susreće sa svojim učiteljem, Laxeirom, i gdje upoznaje pjesnika Carlosa Oroyu čije će prijateljstvo biti presudno za slikara: dodir između slikarstva i pjesništva bit će konstanta u cijelom njegovom umjetničkom stvaralaštvu.
Godine 1973., u dobi od devetnaest godina, počinje izlagati na skupnim ali i samostalnim izložbama. Dvije godine kasnije, 1975. godine, bio je obvezan pristupiti mornaričkoj pješadiji u El Ferolu. 22. rujna iste godine ga potresa vijest o posljednjim frankističkim strijeljanjima nakon Suđenja u Burgosu. Jedan od osuđenih na smrt bio je i njegov prijatelj Humberto Baena, mladić od 25 godina iz Pontevedre. Lamazares pada u duboku depresiju te je hospitaliziran na odjelu za psihijatriju. Tijekom boravka u bolnici piše zbirku pjesama Adibal.

### Od ekspresionizma iarte poveredoarte bifronte
(Madrid-New York, 1978. – 1989.)
Godine 1978. Lamazares se seli u Madrid gdje uspostavlja blisko prijateljstvo sa slikarom Alfonsom Fraileom, s galeristom Juanom Mordóm, umjetničkim kritičarom i pjesnikom Santiagom Amónom i neurologom Albertom Porterom, koji je povezao širok krug umjetnika: pisaca, producenata, glazbenika i slikara koji su se okupljali vikendima na njegovom imanju u Mataborricosu na kojem je Lamazares imao svoju izložbu na otvorenom 1979. godine.
Osamdesete godine su bile obilježene intenzivnim radom i širenjem njegovog umjetničkog djelovanja i priznanja izvan granica Španjolske. Lamazares nije navršio niti tridesetu godinu kada se izborio za vlastito mjesto u španjolskom, ali i u međunarodnom umjetničkom krugu. Na svojim slikama prikazuje figure zabavnog i oniričkog karaktera u originalnom ekspresionističkom stilu s izraženim kromatizmom. Izlaže u galerijama Juana Mordóa u Madridu, Elisabethe Frank u Belgiji i u Sali Gaspar u Barceloni. Uskoro se seli u New York u kojem će boraviti dvije godine zahvaljujući Fulbrightovoj stipendiji. Njegovo slikarstvo postaje čišće. Također izlaže u njujorškoj galeriji Bruno Fachetti. Naizmjence boravi u New Yorku i Salamanci, a 1988. godine putuje po Maloj Aziji kako bi posjetio hram Didimu, i time odao svojevrsnu počast Hölderinovom Hiperiónu, i Istanbul gdje su ga se živo dojmile bizantske crkve. Religiozna tematika vidljiva je u djelima koje izlaže u Galeriji Miguel Marcos izrađenim od drveta metodom jukstapozicije. Godine 1990. priprema novu seriju djela koja su koncipirana tako da se mogu gledati s obje strane i koja naziva bifrontes.

### Skulpturalno slikarstvo i veliki formati
(Pariz-Madrid, 1990. – 2003.)
Između 1990. i 1991. živi u Parizu godine zahvaljujući stipendiji Cité de Arts, a 1991. otvara veliki atelje u Madridu u kojem izrađuje serije Gracias vagabundas y Desazón vagabundos. Na poziv Centra za galješku suvremenu umjetnost od svibnja do studenog 1996. godine boravi u Galiciji i slika seriju Gracias do lugar: Eidos de Rosalía, Eidos de Bama. Od lipnja do studenog 1997. u Santa Baiji de Matalobosu slika na otvorenom Bés de Santa Baia. Godine 1998. u Madridu izrađuje seriju Titania e Brao u čast ljetu u Kastilji, i nakon toga Pol en Adelán. Također se bavi grafikom te ilustrira pet tekstova Gustava Martína Garzoa u knjizi El Canto de la Cabeza. Njegove litografije također krase stranice Egerijine knjige Itinterarium koja je izvrsno ocjenjena u Le Monde Diplomatique-u, a potom i proglašena najboljom knjigom u Francuskoj. Godine 2001. priređuje veličanstvenu izložbu u prostoru Estación Martíma de A Coruña pod nazivom Un saco de pan duro.
Projekt Španjolska umjetnost (Arte Español) Ministarstva vanjskih poslova Kraljevine Španjolske odabrao je njegovo djelo da predstavlja španjolsku umjetnost u svijetu skupa s drugim španjolskim slikarima poput Saure, Chirina, Hernándeza Pijuana, Millaresa, Serrana, Oteiza o Tàpiesa. Lamazares putuje u Firencu i Asiz kako bi pobliže upoznao renesansna umjetnička djela, ali i svijet svetog Franje kojem posvećuje novu seriju Follente Bemil.

### Od apstrakcije do poetskog minimalizma
(Berlin, od 2004.)
Seli se u Berlin u kojem trenutno živi. Nakon smrti oca započinje seriju E fai frío no lume (Hace frío en el fuego). Priprema velike izložbe u Sloveniji, također u Mađarskoj i muzeju (crkvi) Kiscelli u Budimpešti.
 Potom radi na seriji Domus Omnia te ilustrira druge dvije knjige pjesama Oroye: Deseo sin trámite s jednom serijografijom i Un sentimiento ingrávido recorre el ambiente s pet litografija.
2008. godine izlaže Horizonte sin dueño u Nacionalnoj galeriji Jordana (Amman) i antologiju njegovog grafičkog rada u Institutu Cervantes u Damasku (Sirija) gdje mu pjesnik Taher Rizad posvećuje svoju zbirku pjesama Cantos de Lamazares. Godine 2009. izlaže u New Yorku (Queen Sofia Spanish Institute) i također u Orenseu (Centro Cultural de Diputación, Španjolska). Istovremeno sudjeluje u putujućoj izložbi posvećenoj pjesniku Vicenteu Aleixandreu, te prima nagradu Layeiro za svoj rad i međunarodno priznanje. 2010. godine izlaže svoje djelo u prostoru Iglesia de la Universidad, u Santiagu de Composteli, i također u Tuiu, na čijem filmskom festivalu, Play Doc, se prikazao dugometražni film Horizonte sin dueño Nayre i Javiera Sanza (u produkciji Rinoceronte Films-a), koji predstavlja putovanje kroz slikarstvo, pjesništvo i prirodu očima Antona Lamazaresa.

## Poveznice
- Ekspresionizam
- Minimalizam

## Vanjske poveznice
- Documentary about Lamazares at Play-Doc
- Lamazares at SEACEX
- Works by Lamazares at the Colección Caixanova
- Lume na fonte. Exhibition for the "Xacobeo 2010" in Santiago de Compostela
- La pintura de Lamazares y la luz crepuscular by Santiago Amón (Španjolski)
- Exhibition catalogue of Domus Omnia & E fai frío no lume (Španjolski)
- Website of painter Antón Lamazares